# Montagnes d'Afrique orientale et d'Arabie
Les Montagnes d'Afrique orientale et d'Arabie (en anglais : Eastern Afromontane) forment un ensemble de zones montagneuses disjointes de la péninsule Arabique et de l'Afrique de l'Est défini par Conservation International comme un point chaud de biodiversité.
Elles incluent notamment (du nord au sud) :
- savane du Piémont arabe du sud-ouest (en)
- collinnes de la mer Rouge
- hauts plateaux abyssins
- forêts d'altitude d'Afrique orientale
- forêts d'altitude du rift Albertin

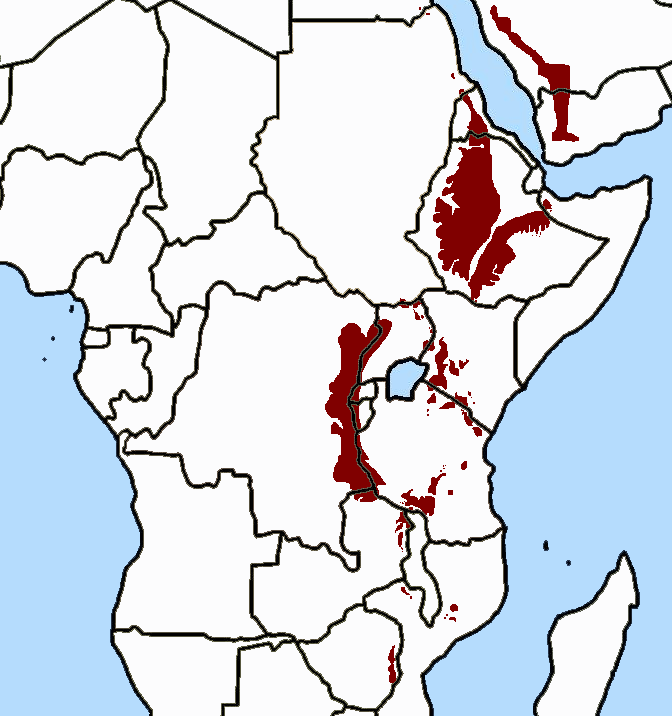
Localisation de l'Afromontane orientale.

- forêts de l'Arc oriental